# Krnica, Koper
Krnica je naselje v  Slovenski Istri, ki upravno spada pod Mestno občino Koper.